# Baker Peak
Baker Peak je hora ve White Pine County, na východě Nevady. Nachází se ve střední části pohoří Snake Range a v severozápadní části Národního parku Great Basin. S nadmořskou výškou 3 751 metrů je Baker Peak čtvrtým nejvyšším vrcholem v Nevadě. Nachází se 1,6 kilometru jižně od nejvyšší hory Snake Range a druhé nejvyšší v Nevadě Wheeler Peak (3 982 m).